# اچ‌ام‌اس دومینیکا (۱۸۰۵)
اچ‌ام‌اس دومینیکا (۱۸۰۵) (به انگلیسی: HMS Dominica (1805)) یک کشتی متعلق به بریتانیا بود؛ که در ۱۸۰۶خدمه آن شورش کردند و به فرانسه ملحق شدند. چهار روز بعد از اینکه فرانسوی‌ها آنرا با نام جدید وارد مأموریت کردند دوباره توسط بریتانیا پس گرفته شد و به خدمت برگشت. در طول مدت خدمت به بریتانیایی‌ها این کشتی حدود شش کشتی جنگی خصوصی را تصرف کرد. در سال ۱۸۰۸ این کشتی در هم پاشید.